# Olimpiadi scientifiche
Le Olimpiadi scientifiche sono delle manifestazioni annuali in cui i migliori ragazzi di ogni nazione si sfidano nella loro materia scientifica preferita.
Per partecipare bisogna avere meno di 20 anni ed essere studenti delle scuole superiori (non iscritti ad un'università).

## Elenchi di Olimpiadi scientifiche internazionali

### Mondo
- Ad oggi queste sono le Olimpiadi scientifiche organizzate nel mondo:

| Numero             | Nome                                                                            | Acronimo        | Fondazione      | Sito web                                                                     |
| basati su esame    | basati su esame                                                                 | basati su esame | basati su esame | basati su esame                                                              |
| ------------------ | ------------------------------------------------------------------------------- | --------------- | --------------- | ---------------------------------------------------------------------------- |
| 1                  | Olimpiadi internazionali della matematica                                       | IMO             | 1959            | http://www.imo-official.org/                                                 |
| 2                  | Olimpiadi internazionali della fisica                                           | IPhO            | 1967            | http://ipho.org/                                                             |
| 3                  | Olimpiadi internazionali della chimica                                          | IChO            | 1968            | http://www.ichosc.org/                                                       |
| 4                  | Olimpiadi internazionali dell'informatica                                       | IOI             | 1989            | http://www.ioinformatics.org/index.shtml                                     |
| 5                  | Olimpiadi internazionali della biologia                                         | IBO             | 1990            | http://www.ibo-info.org/ Archiviato il 20 agosto 2018 in Internet Archive.   |
| 6                  | International Philosophy Olympiad                                               | IPO             | 1993            | http://www.philosophy-olympiad.org/                                          |
| 7                  | Olimpiadi internazionali di astronomia                                          | IAO             | 1996            | http://www.issp.ac.ru/iao/                                                   |
| 8                  | International Geography Olympiad                                                | iGeo            | 1996            | http://www.geoolympiad.org/                                                  |
| 9                  | International Linguistics Olympiad                                              | IOL             | 2003            | http://www.ioling.org/                                                       |
| 10                 | International Junior Science Olympiad                                           | IJSO            | 2004            | http://www.ijsoweb.org/                                                      |
| 11                 | Olimpiadi Internazionali di Scienze della Terra                                 | IESO            | 2007            | http://www.ieso-info.org/ Archiviato il 15 gennaio 2021 in Internet Archive. |
| 12                 | International Olympiad on Astronomy and Astrophysics                            | IOAA            | 2007            | https://web.archive.org/web/20181204214442/https://ioaa2017.posn.or.th/      |
| 13                 | International Geometry Olympiad                                                 | IGO             | 2014            | https://web.archive.org/web/20180908130502/http://igo-official.ir/?lang=en   |
| 14                 | International Experimental Physics Olympiad                                     | IEPhO           | 2013            | http://www.iepho.com                                                         |
| 15                 | International Foxford Olympiad                                                  | IFO             | 2015            | http://foxford.com                                                           |
| 16                 | International Medicine Olympiad                                                 | IMDO            | 2016            | https://www.usmdo.org/                                                       |
| 17                 | International Nanotechnology Olympiad                                           | INO             | 2017            | http://nanoolympiad.org/                                                     |
| 18                 | International Olympiad in Physics, Technology and Astronomy                     | IOPTA           | 2017            | http://iopta.com                                                             |
| 19                 | International Olympiad in Biology and Astronomy                                 | IOBA            | 2017            | http://ioba.com                                                              |
| basati su progetto |                                                                                 |                 |                 |                                                                              |
| 1                  | International Environmental Project Olympiad                                    | INEPO           | 1993            | https://web.archive.org/web/20180930024131/http://www.inepo.com/             |
| 2                  | International Young Inventors Project Olympiad                                  | IYIPO           | 2007            | https://web.archive.org/web/20160307085233/http://iyipo.ge/eng               |
| 3                  | International Sustainable World Engineering Energy Environment Project olympiad | ISWEEEP         | 2008            | http://isweeep.org/                                                          |
| 4                  | International Environment and Sustainability Project Olympiad                   | INESPO          | 2010            | http://www.inespo.org/                                                       |
| 5                  | Global Environmental Issues and Us Olympiad                                     | GENIUS          | 2011            | https://geniusolympiad.org/                                                  |
| 6                  | Golden Climate International Environmental Project Olympiad                     | GCIEPO          | 2011            | http://www.goldenclimate.com/                                                |

### Regionali

#### Elenco Olimpiadi africane
| Numero             | Nome                              | Acronimo        | Fondazione      | Sito web        |
| basati su esame    | basati su esame                   | basati su esame | basati su esame | basati su esame |
| ------------------ | --------------------------------- | --------------- | --------------- | --------------- |
| 1                  | Pan-African Mathematics Olympiads | PAMO            | 1987            |                 |
| basati su progetto |                                   |                 |                 |                 |

#### Elenco Olimpiadi americane
| Numero             | Nome                              | Acronimo        | Fondazione      | Sito web        |
| basati su esame    | basati su esame                   | basati su esame | basati su esame | basati su esame |
| ------------------ | --------------------------------- | --------------- | --------------- | --------------- |
| 1                  | American Mathematics Competitions | AMC             | 1950            |                 |
| basati su progetto |                                   |                 |                 |                 |

#### Elenco Olimpiadi asiatiche
| Numero             | Nome                                    | Acronimo        | Fondazione      | Sito web                                                                    |
| basati su esame    | basati su esame                         | basati su esame | basati su esame | basati su esame                                                             |
| ------------------ | --------------------------------------- | --------------- | --------------- | --------------------------------------------------------------------------- |
| 1                  | Asian Pacific Mathematics Olympiad      | APMO            | 1989            | http://www.apmo-official.org/                                               |
| 2                  | Asian Physics Olympiad                  | APhO            | 2000            | https://web.archive.org/web/20180915150102/http://apho.ias-ntu.org/         |
| 3                  | Asian-Pacific Astronomy Olympiad        | APAO            | 2005            | http://www.issp.ac.ru/iao/apao/                                             |
| 4                  | Asia-Pacific Informatics Olympiad       | APIO            | 2007            | http://apio-olympiad.org/ Archiviato il 18 maggio 2017 in Internet Archive. |
| 5                  | Asian Science and Mathematics Olympiad  | ASMO            | 2010            | http://asmo2u.com/                                                          |
| 6                  | Southeast Asian Mathematical Olympiad   | SEAMO           | 2016            | http://www.seamo-official.org/                                              |
| basati su progetto |                                         |                 |                 |                                                                             |
| 1                  | Euroasia Environmental Project Olympiad | INEPO           | 2007            | https://web.archive.org/web/20160306185833/http://inepo-euroasia.com/       |

#### Elenco Olimpiadi europee
| Numero             | Nome                                         | Acronimo        | Fondazione      | Sito web                                                              |
| basati su esame    | basati su esame                              | basati su esame | basati su esame | basati su esame                                                       |
| ------------------ | -------------------------------------------- | --------------- | --------------- | --------------------------------------------------------------------- |
| 1                  | Balkan Mathematical Olympiad                 | BMO             | 1984            |                                                                       |
| 2                  | Balkan Olympiad in Informatics               | BOI             | 1993            |                                                                       |
| 3                  | Central European Informatics Olympiad        | CEOI            | 1995            | http://ceoi.inf.elte.hu/                                              |
| 4                  | Junior Balkan Mathematical Olympiad          | JBMO            | 1997            |                                                                       |
| 5                  | European Union Science Olympiad              | EUSO            | 2003            | http://euso.eu/                                                       |
| 6                  | South Eastern European Mathematical Olympiad | SEEMOUS         | 2007            | http://www.massee-org.eu/                                             |
| 7                  | Junior Balkan Olympiad in Informatics        | JBOI            | 2007            |                                                                       |
| 8                  | Middle European Mathematical Olympiad        | MEMO            | 2007            |                                                                       |
| 9                  | European Girls' Mathematical Olympiad        | EGMO            | 2012            | https://www.egmo.org/                                                 |
| 10                 | European Junior Olympiad in Informatics      | EJOI            | 2017            | http://ejoi.org/                                                      |
| 11                 | European Physics Olympiad                    | EuPhO           | 2017            | http://eupho.ut.ee/                                                   |
| basati su progetto |                                              |                 |                 |                                                                       |
| 1                  | Euroasia Environmental Project Olympiad      | INEPO           | 2007            | https://web.archive.org/web/20160306185833/http://inepo-euroasia.com/ |

## Competizioni correlate
Questa è una lista di competizioni simili a quelle sopraelencate, ma che non coinvolgono le nazioni dell'intero mondo oppure sono esclusive per una particolare categoria di ragazzi:
- scienze EUSO, dal 2003; europee)
- matematica  (EGMO, dal 2012; per le ragazze)